# Letov Š-218
Letov Š-218 byl československý školní dvouplošník z konce 20. let 20. století. Letoun, vyráběný v továrně Vojenská továrna na letadla, Kbely, byl navržen pro Ministerstvo národní obrany (MNO) šéfkonstruktérem ing. Aloisem Šmolíkem. Ve své době se jednalo o moderní typ elementárního školního stroje. Předchozí varianty Š-18/Š-118 byly přezdívány jako "Komár" a typ Š-218 jako "Velký komár". Tyto letouny byly někdy označovány jménem svého konstruktéra a například i v Leteckém rejstříku byly v roce 1932 uváděny jako Šmolík Š-218.

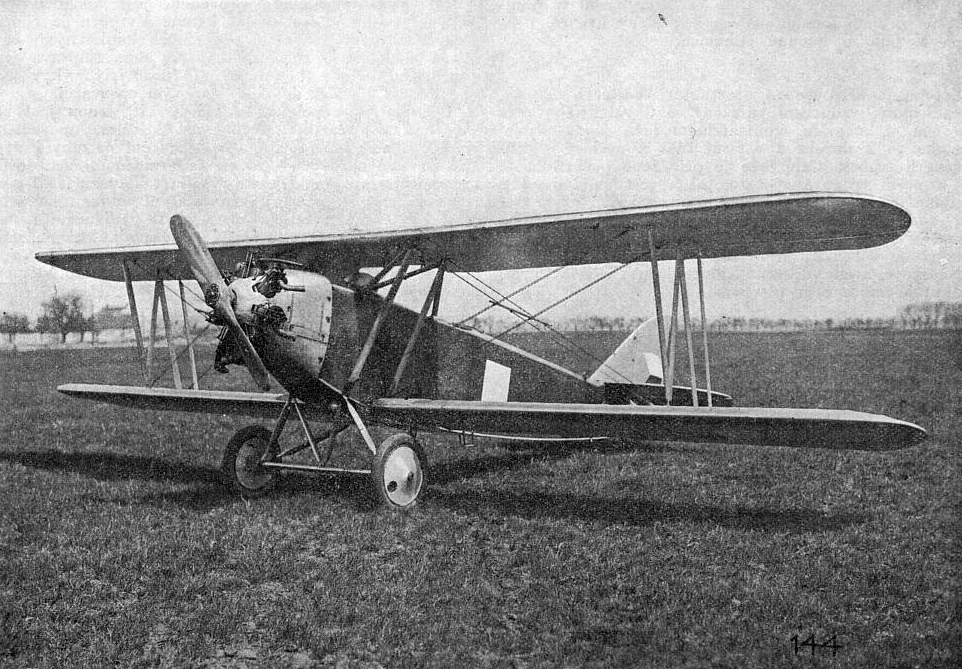
Letov Š-218 (1929)

## Vznik a vývoj

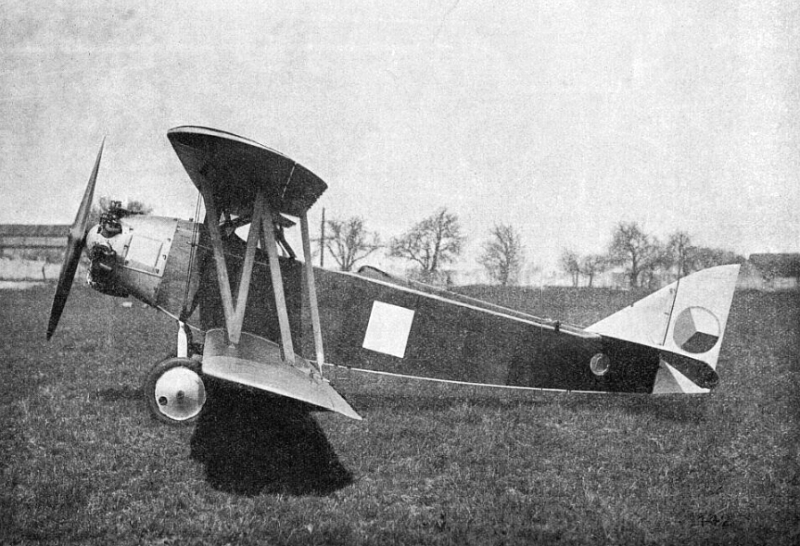
Letov Š-218 s ostře srpkovitou SOP (Letectví, červen 1929)

V roce 1924 navrhl ing. Alois Šmolík nový, celodřevěný dvouplošník pro základní výcvik, který v tovární hierarchii dostal označení Š-18. První prototyp s hvězdicovým vzduchem chlazeným pětiválcovým motorem Walter NZ-60 byl zalétán na jaře 1925. Tento cvičný letoun měl nahradit zastarávající typy Letov Š-10 (1922) a Aero A-1 (1919), který vycházely z válečného letounu Hansa-Brandenburg B.I. (1915). V roce 1926 následovaly verze Š-118 s hvězdicovým vzduchem chlazeným sedmiválcovým motorem Walter NZ-85 pro pokračovací výcvik a v roce 1929 verze Š-218 resp. Š-218A s hvězdicovým vzduchem chlazeným devítiválcovým motorem Walter NZ-120.
Letoun ve verzi Š-218A byl exportován do Finska s kovovou kostrou trupu a dalšími úpravami dle požadavků finského letectva. V roce 1929 byl na helsinském leteckém veletrhu představen jeden Š-218. Finské letectvo poté projevilo zájem a v březnu 1930 koupilo jeden stroj k dalšímu hodnocení vlastností letadla. Brzy poté bylo objednáno dalších devět Š-218A spolu s licencí na dalších 29 letounů Š-218A. Devět československých strojů Š-218A bylo dodáno na leteckou školu v Kauhavě v květnu a červnu 1931. Letadla vyrobená ve Finsku byla mírně upravena a vyrobena ve třech sériích. První série deseti byly dodány v roce 1933, druhá v roce 1935 a poslední série v roce 1936.
Ve Finsku vyráběné stroje byly osazeny motorem Bramo o výkonu 110 kW (145 k) a měly řadu dalších drobných úprav. S tímto motorem dosahoval letoun maximální rychlosti jen 154 km/h. Ještě v roce 1948 předváděl jeden z dodaných strojů Š-218A v Helsinkách leteckou akrobacii a poslední z těchto letounů byl vyřazen z provozu v roce 1959.

## Popis letounu
Letov Š-218 byl dvoumístný, jednomotorový vzpěrový dvouplošník určený jako školní letoun pro základní výcvik. Kokpit dvoumístného stroje byl společný pro pilota i žáka. Typ Š-218 byl ve výrobě od roku 1929. Stroj měl dvě verze, jedna (Š-218) byla celodřevěná. Ta byla pro vojenské účely a bylo jich vyrobeno 34 kusů, jejichž část sloužila v československém letectvu až do okupace. Druhá pozdější verze Š-218A (pro Finsko od roku 1929) měla smíšenou konstrukci s trupem svařovaným z ocelových trubek. Charakteristické se pro tuto verzi staly ostře srpkovité svislé ocasní plochy, čímž se výrazně odlišovaly od zakulacených směrovek Š-18 a Š-118.
Od původní konstrukce Š-18/Š-118 se tento letoun Š-218 lišil horním křídlem, které bylo rozděleno na dvě části přichycené k baldachýnu. Mimo byl zvětšen přesun horního křídla oproti spodnímu až o 25%, když obě křídla měla stejné rozpětí i hloubku. Horní křídlo bylo ke trupu připevněno systémem ocelových vzpěr pouze po stranách trupu, což dovolovalo dobrý výhled pro pilota i směrem vpřed. Při pohledu zpředu bylo křídlo zdviženo do tvaru V. Křídla a ocasní plochy byly potaženy plátnem.
Letoun měl dvojí řízení pákového typu. Masivní podvozek z ocelových trubek byl zpevněn uprostřed osy dalšími vzpěrami, které vedly ke spodní části trupu, a byl odpružen gumovými provazci s rozchodem kol 1,82 m, což poskytovalo letounu pohodlné a jisté přistání i na méně zpevněných plochách a také v podmínkách "tvrdých" dosednutí nezkušených pilotních žáků. Motor byl připevněn na silném motorovém loži, které bylo snýtováno z ocelového plechu. Motor byl vybaven pevnou, dvoulistou dřevěnou vrtulí.

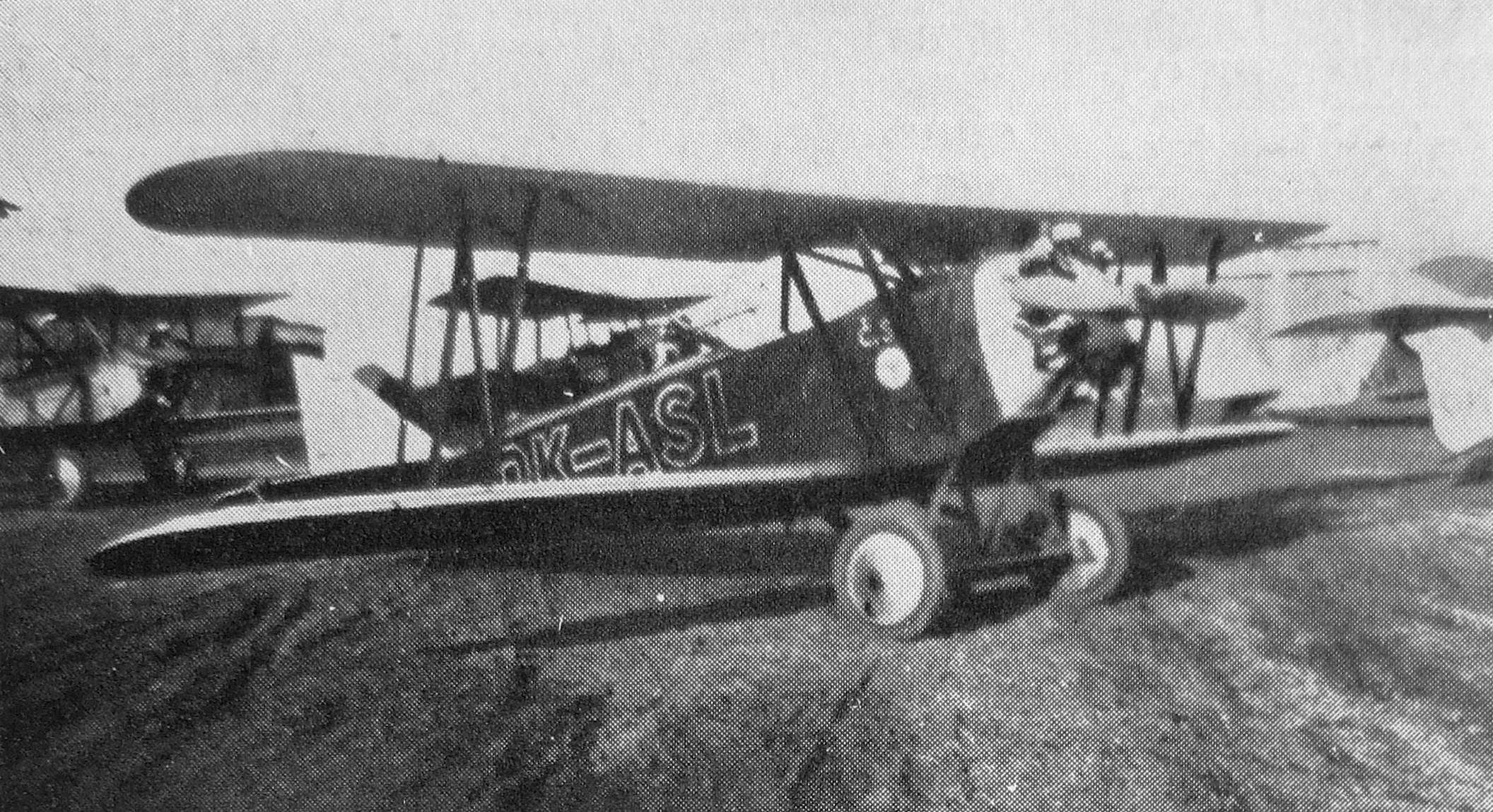
Walter Venus a Letov Š-218 (OK-ASL)

Po prvních zkušenostech z provozu Š-218 se ukázalo, že výkonnější a těžší motor NZ-120 motor vyžaduje zesílení draku, proto po úvodní sérii byla změněna dřevěná konstrukce draku na smíšenou (dřevo-ocel), kdy trup byl svařen z ocelových trubek potažených plátnem. Bylo posunuto těžiště prodloužením přední části trupu a úpravou motorového lože. Těžší motor NZ-120 si vyžádal i mnohem pevnější motorové lože. Změn doznalo spodní křídlo i ocasní plochy.  Upraven byl také podvozek. Tato verze dostala označení Š-218A.

## Použití
S lehkým školním letounem Letov Š-118 podnikl kpt. Hamšík 21. září 1926 propagační dálkový let v délce 3000 km na trase Praha–Olomouc–Varšava–Kovno–Riga–Reval (Finskem, Pobaltím a Polskem), na jehož základě si Finové několik strojů objednali, avšak požadovali oproti Š-118 ještě silnější motor, což se naplnilo pozdější verzí Š-218A. Do Finska bylo dodáno 10 letounů Š-218A se silnějším motorem NZ-120 a po příznivém ověření v provozu zakoupila finská strana licenci. Jeden z meziválečných finských exemplářů létal ještě v r. 1948 na leteckém dni akrobacii a jeden z nich byl v provozu až do roku 1959, kdy byl z rejstříku finských letadel. Další propagační let s letounem Š-218 osazeným motorem Walter NZ-120 podnikl (již) štkpt. Hamšík na podzim 1929 do království SHS, Bulharska, Turecka, Řecka a Rumunska. Letouny Š-218 dodávala firma Letov i československé armádě. Letounů Š-218 bylo v Letovu vyrobeno celkem 44 ks (34 Š-218 pro československé letectvo a 10 Š-218A pro finské letectvo).

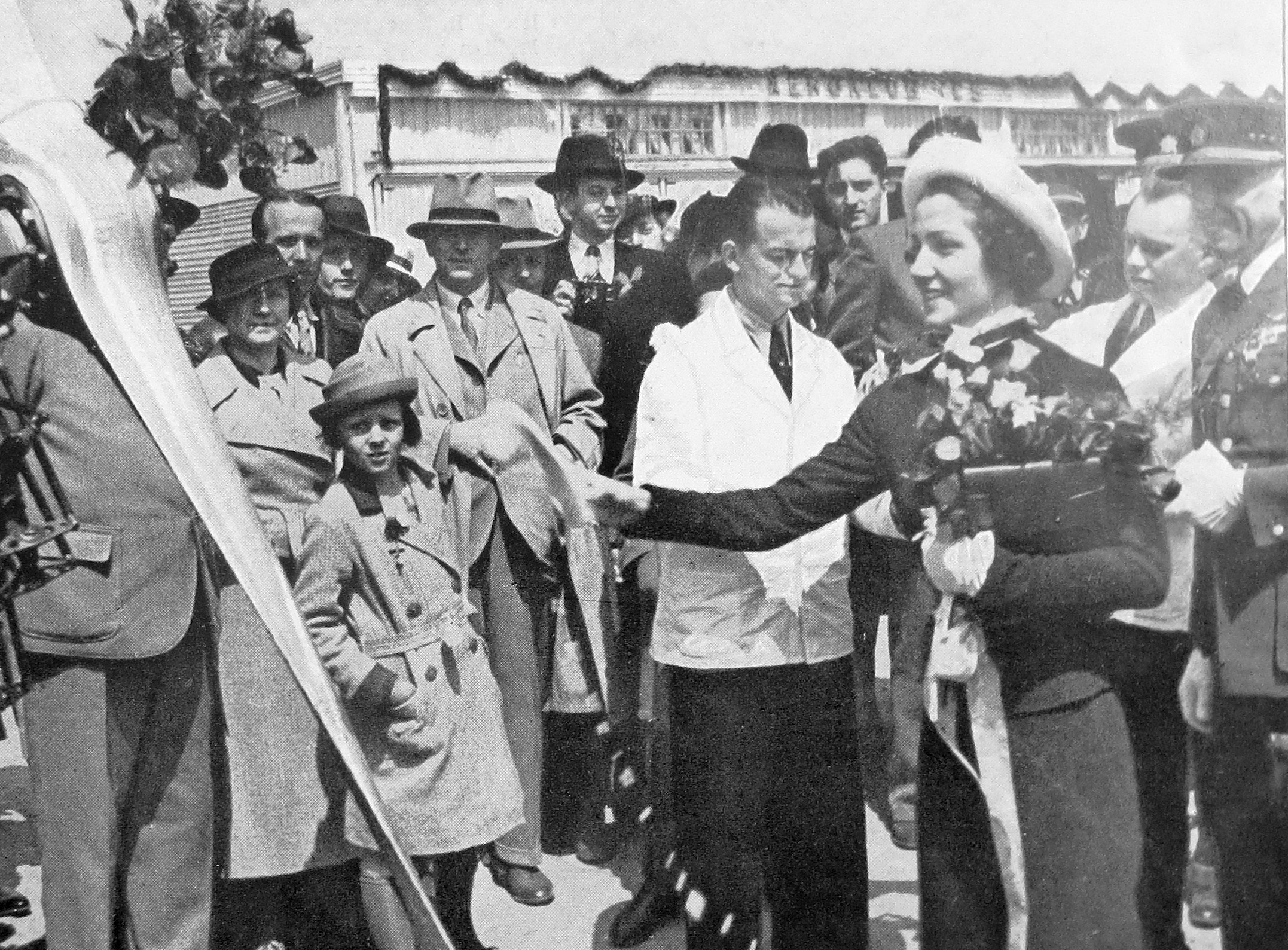
Olga (Lola) Kumperová, choť A. Kumpery, křtí letoun Š-218 Aeroklubu vysokoškolského sportu jménem Lola (květen 1935)

Od počátku 30. let vojenská správa letouny Š-218 odprodávala popř. zapůjčovala do aeroklubů (Praha, Č. Budějovice, Plzeň, Klatovy, Hradec Králové, Pardubice, Brno, Olomouc, Mor. Ostrava, Bratislava, Zvolen atd.) anebo do poboček Masarykovy letecké ligy (Klatovy, Brno, Olomouc, Zlín, Bratislava, Košice, Užhorod atd.) k výcviku pilotů pro tehdy probíhající akci "1000 nových pilotů" financované rovněž z Národní letecké sbírky. Letouny byly bezplatně servisovány československou armádou a za každého vycvičeného pilota inkasovala školící organizace 5000 Kč. V roce 1929 byl jeden letoun Š-218.2 zakoupen Československými státními aeroliniemi (L-BASL/OK-ASL), jako pomocný prostředek na svých dopravních trasách při eventuálních nouzových přistáních a ke služebním cestám. Tento letoun byl atypicky oproti standardní verzi vybaven motorem Walter Venus. Celkem bylo do roku 1935 imatrikulováno v civilním rejstříku 30 strojů Š-218.
Mimo výcviku byly letouny často předváděny na Dnech sportovního létání a na různých Leteckých dnech. V dubnu 1934 to bylo například na akci Aeroklubu RČs., která se uskutečnila na novém státním letišti Praha-Ruzyně. K ukázkám klubového létání bylo použito všech letadel klubového parku, zejména typu Š-218.1, Š-118.1, B-9, Š-10 a Š-218.25, řízené členy klubu pp. škpt. Ambrušem, škpt. Hessem, inž. Hertíkem, inž. Gutem, mj. Marešem, nadpor. Malým, kapitánem Podaným, škpt. Prokopem a bratrů inž. B. Šimůnkem a kpt. inž. V. Šimůnkem.
S letouny Š-218 se v roce 1938 při mobilizaci počítalo jako s cvičnými a kurýrními stroji. Po zániku Česko-Slovenska v březnu 1939 zůstalo ve Slovenské republice různě uváděné množství letounů Š-218 (4 nebo 10), Zbývající letu schopné stroje zabavila Luftwaffe. V soupisu letecké techniky Luftwaffe byly ještě v roce 1940 uváděny 3 letouny Š-218, ale není pravděpodobní, že byly pro své stáří a malý počet používány.
Jeden unikátní, kompletní exemplář Š-218 s dřevěnou kostrou trupu se zachoval a je vystaven v Leteckém muzeu Kbely s vojenským označením 49C. Vojenský historický ústav (VHU) vystavuje Š-218 v kamufláži z doby, kdy létal ve vojenském Leteckém učilišti v Prostějově. Druhý letoun z finské licenční výroby (Š-218A) je vystaven v leteckém muzeu ve Finsku (Suomen Ilmailumuseo, Helsinky-Vantaa).

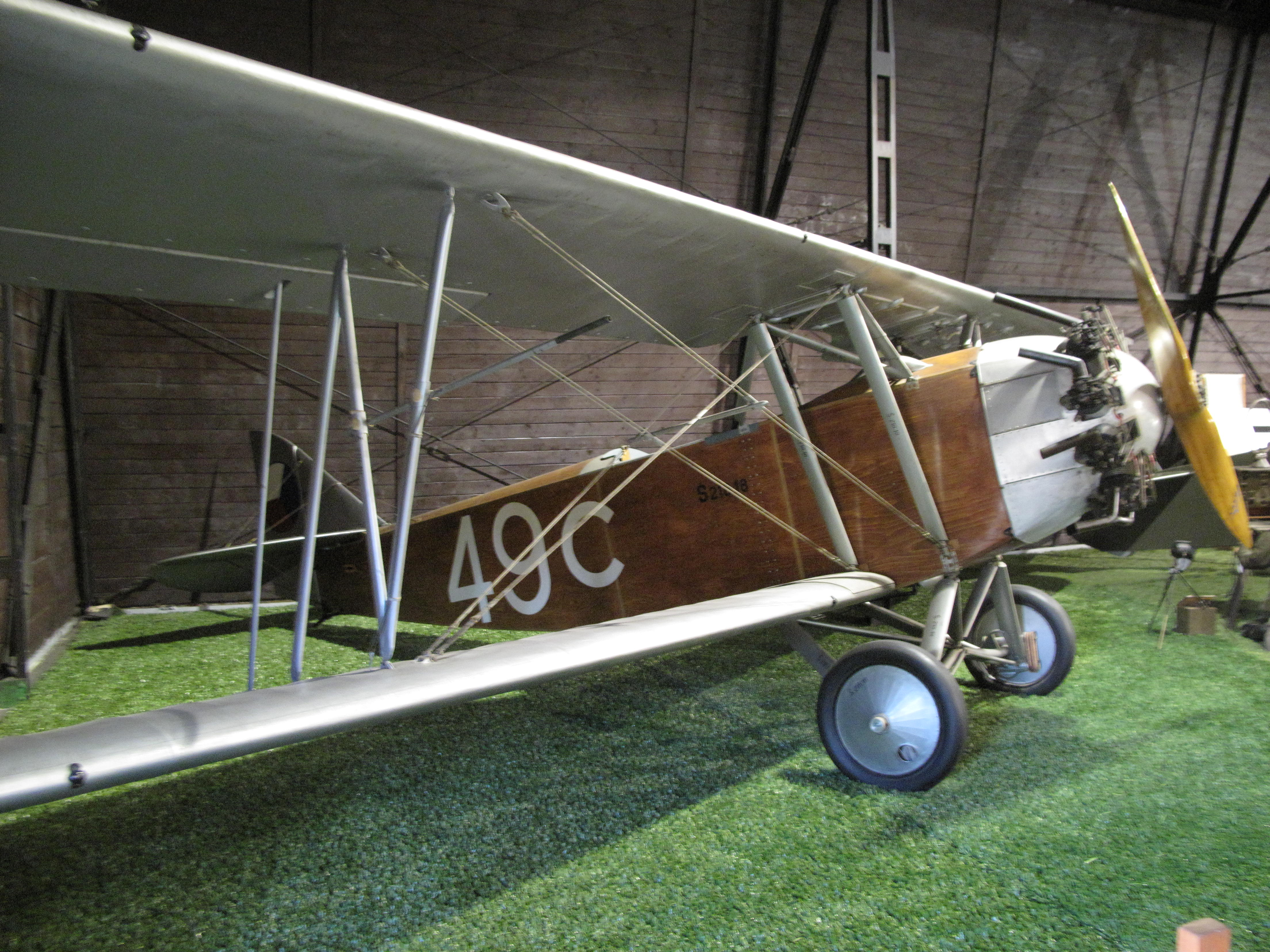
Letov Š-218 v Leteckém muzeu Kbely

## Varianty
- Š-218 - Letoun s motorem Walter NZ-120. Verze Š-218 pro československé letectvo měla celodřevěnou konstrukci jako Š-118. Vyrobeno 34 letounů
- Š-218A - Tato verze dle finského požadavku měla již smíšenou konstrukci a v Letovu jich pro Finsko bylo vyrobeno 10.[2] Ve Finsku v licenci vyrobených 29 letounů bylo převážně osazeno motorem Bramo o výkonu 110 kW (145 k).

## Uživatelé
- Československo
  - Československé letectvo
  - Aeroklub Republiky Československé a jeho pobočky
  - Masarykova letecká liga
- Finsko
  - Finské letectvo
- Německá říše
  - Luftwaffe
- Slovensko
  - Slovenské vzdušné zbraně, Slovenský letecký sbor (SLeS)

## Specifikace

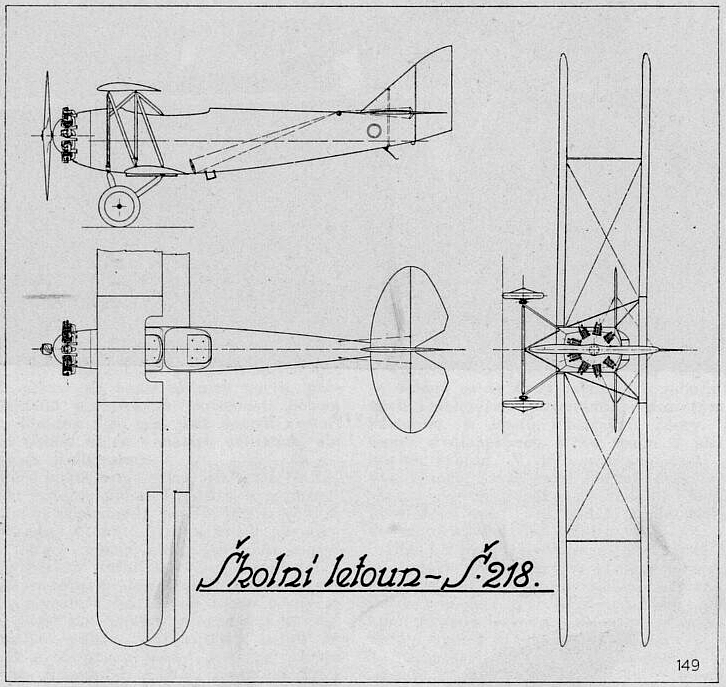
Letov Š-218, skica (Letectví, září 1929)

Data pro letouny vyrobené Letovem Š-218/Š-218A podle

### Technické údaje
- Posádka: 2
- Rozpětí: 10,00 m
- Délka: 6,90 m
- Výška: 3 m
- Nosná plocha: 16,3 m2
- Plošné zatížení:  kg/m2
- Hmotnost prázdného letounu: 510 kg
- Vzletová hmotnost: 742 kg
- Pohonná jednotka: 1× pístový, vzduchem chlazený, hvězdicový devítiválcový motor Walter NZ-120
  - nominální, jmenovitý výkon: 88 kW / 120 k při 2400 ot/min
  - maximální, vzletový výkon: 96 kW / 130 k při 2800 ot/min
- Vrtule: dvoulistá dřevěná

### Výkony
- Maximální rychlost: 150 km/h
- Cestovní rychlost: 120 km/h
- Přistávací rychlost: km/h
- Dostup: 4 000 m
- Stoupavost: 5,5 do 1000 m
- Dolet: 375 km

## Galerie (použití ve Finském letectvu)

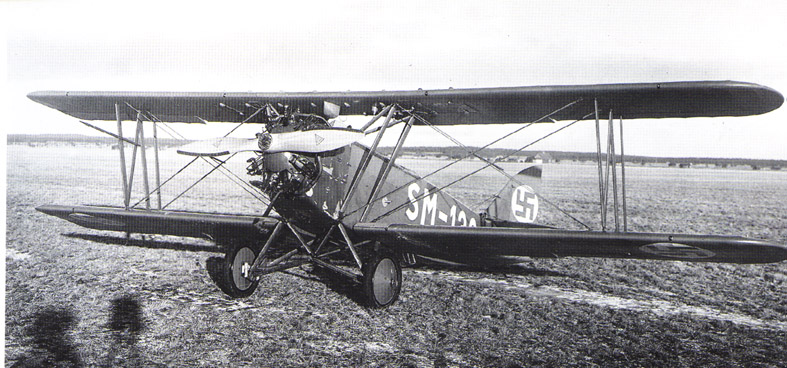
Letov Š-218A
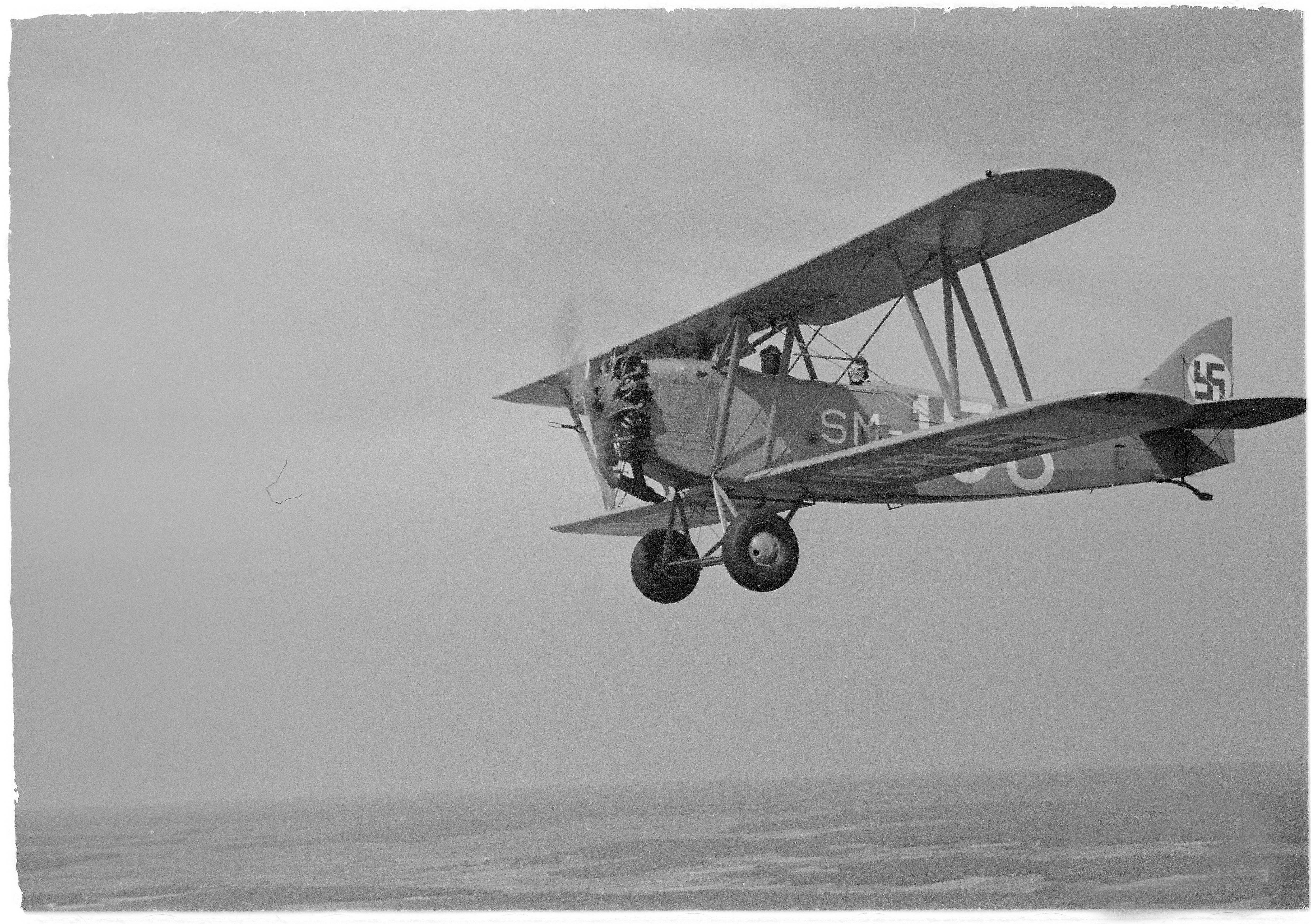
Letov Š-218A (SA-kuva 132301)
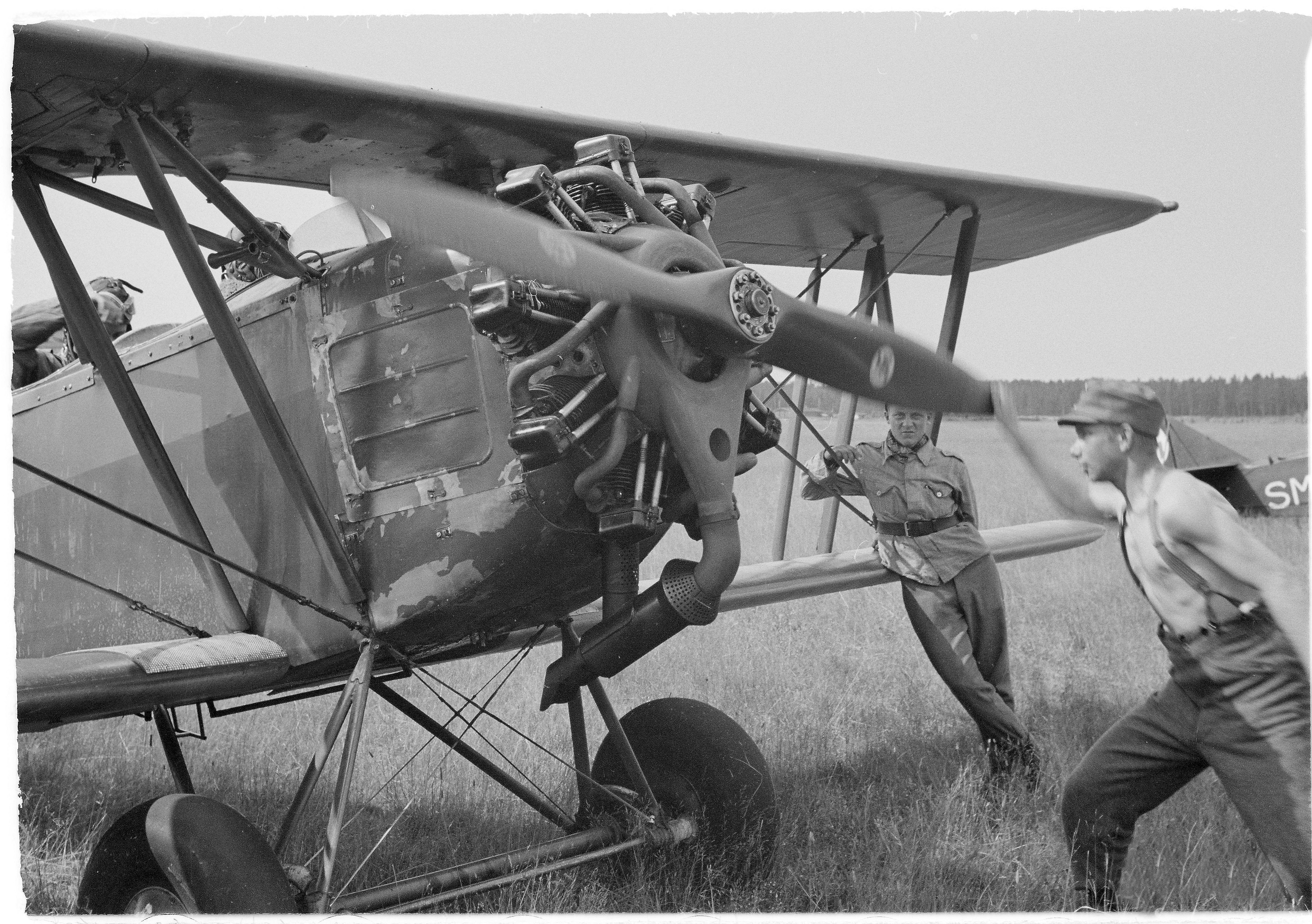
Letov Š-218A (SA-kuva 132294)
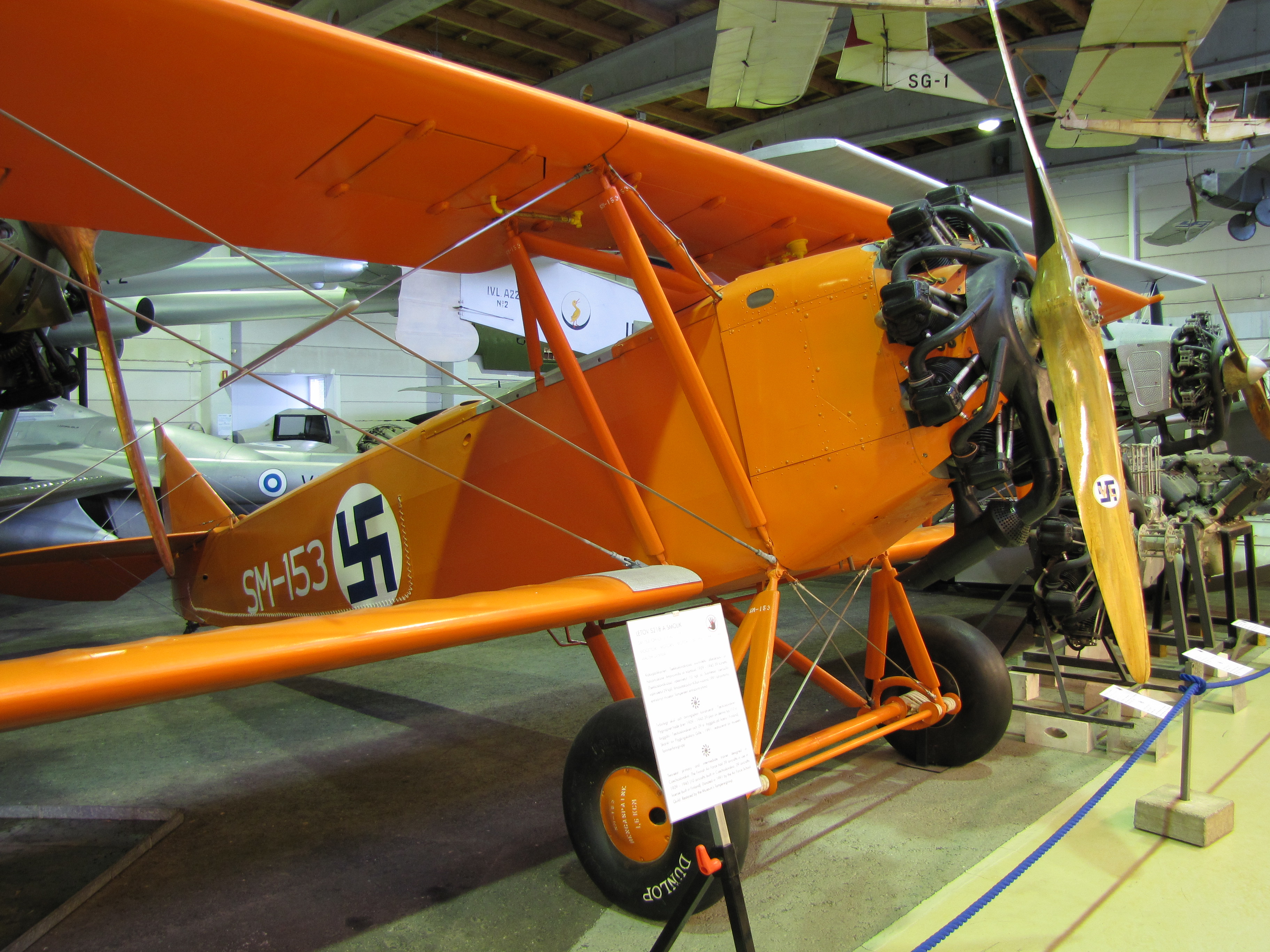
Letov Š-218 v leteckém muzeu ve Finsku